# Maßstäbe
maßstäbe ist ein Wissenschaftsmagazin der Physikalisch-Technischen Bundesanstalt (PTB). In jeder Ausgabe wird ein Schwerpunktthema aus dem Bereich der Metrologie beleuchtet.
Die Artikel werden von Wissenschaftsjournalisten erstellt und richten sich an Schüler und Studenten sowie weitere Interessierte. Das Magazin erscheint in unregelmäßigen Abständen.
Die erste Ausgabe erschien im September 2001 und befasste sich unter dem Titel Dimensionen der Einheiten mit den Maßeinheiten der physikalischen Größen. Die 10. Ausgabe beispielsweise stellte die Arbeit innerhalb und im Umfeld eines wissenschaftlichen Instituts vor. Im November 2018 erschien das 14. Heft, das sich unter dem Titel Maße für alle mit den Auswirkungen der Beschlüsse der 26. Generalkonferenz für Maß und Gewicht auf das Internationale Einheitensystem befasste.
| Heftnummer | Titel                       | Erscheinungsdatum |
| ---------- | --------------------------- | ----------------- |
| 1          | „Dimensionen der Einheiten“ | September 2001    |
| 2          | „Größen des Sports“         | Juni 2002         |
| 3          | „Zum Licht“                 | Februar 2003      |
| 4          | „Im Labyrinth des Zufalls“  | Dezember 2003     |
| 5          | „Kleine Größen“             | Dezember 2004     |
| 6          | „Zeitgeschichten“           | September 2005    |
| 7          | „Die Unveränderlichen“      | September 2006    |
| 8          | „Innenansichten“            | Oktober 2007      |
| 9          | „Die Gradmesser“            | November 2008     |
| 10         | „Menschen im Labor“         | Dezember 2009     |
| 11         | „Kräfte messen“             | Mai 2011          |
| 12         | „Meilensteine“              | Juni 2013         |
| 13         | „Alltag in Maßen“           | Juli 2016         |
| 14         | „Maße für alle“             | November 2018     |